# Polyplumaria sibogae
Polyplumaria sibogae är en nässeldjursart som beskrevs av Chantal Billard 1913. Polyplumaria sibogae ingår i släktet Polyplumaria och familjen Plumulariidae. Inga underarter finns listade i Catalogue of Life.